# كريستوف كنول
كريستوف كنول (بالألمانية: Christoph Knoll)‏ هو شماس وشاعر ألماني، ولد في 1563 في Bolesławiec ‏ في بولندا، وتوفي في 1630 في Szprotawa ‏ في بولندا.

## وصلات خارجية
- كريستوف كنول على موقع ميوزك برينز (الإنجليزية)
- كريستوف كنول على موقع أول ميوزيك (الإنجليزية)
- كريستوف كنول على موقع ديسكوغز (الإنجليزية)